# St. Johann Baptist (Tyrlaching)

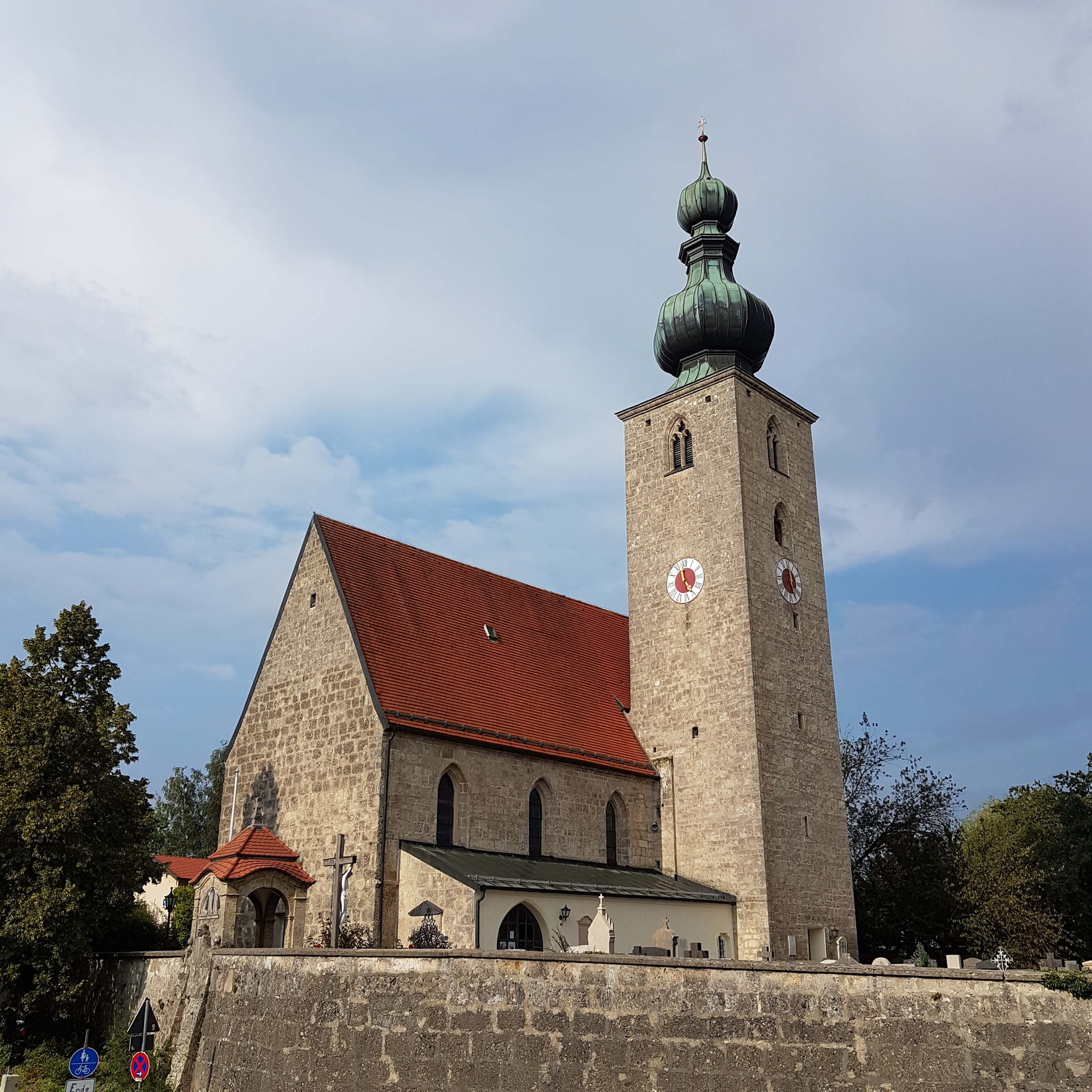
St. Johann Baptist (Tyrlaching)

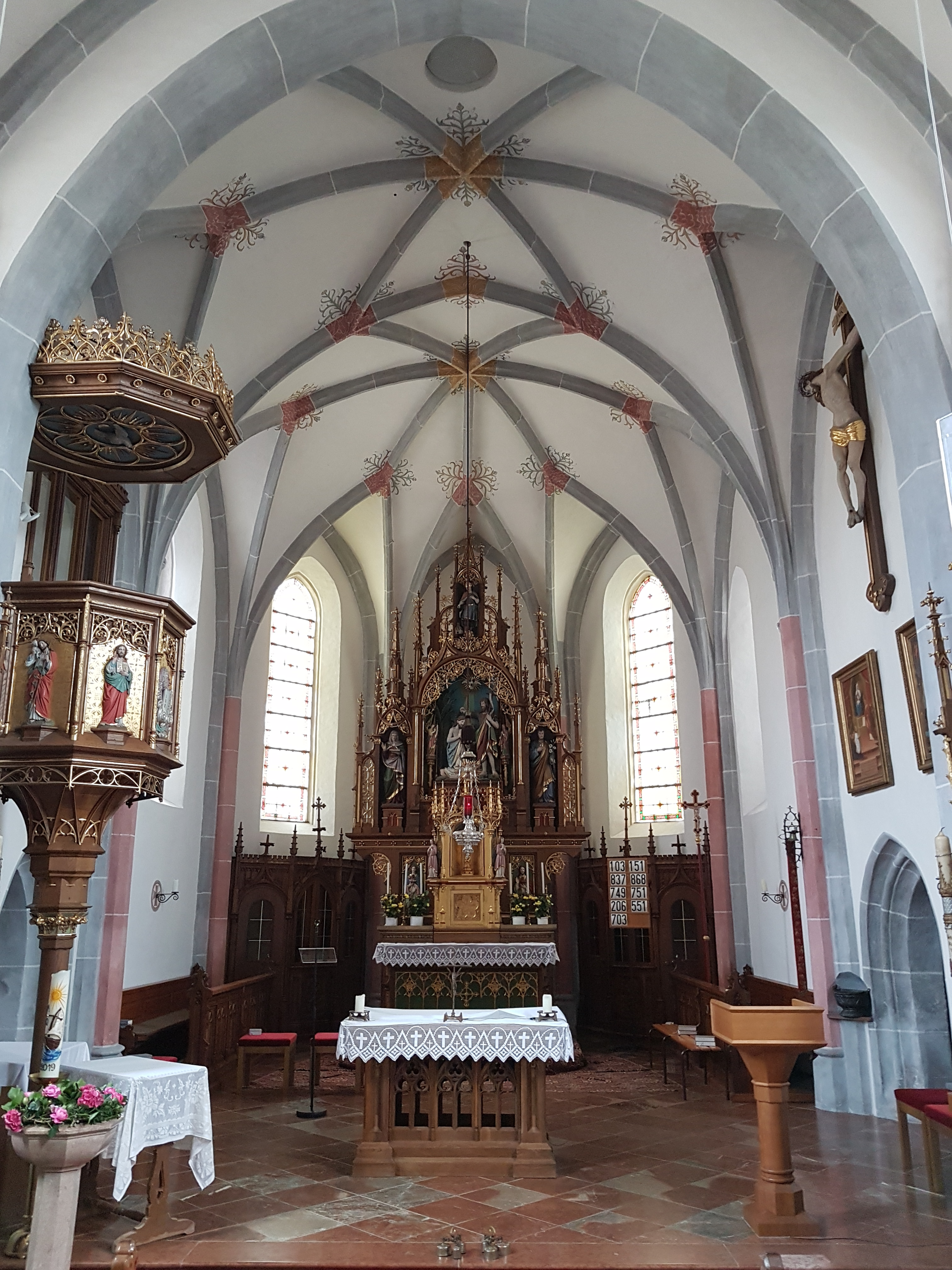
Innenansicht

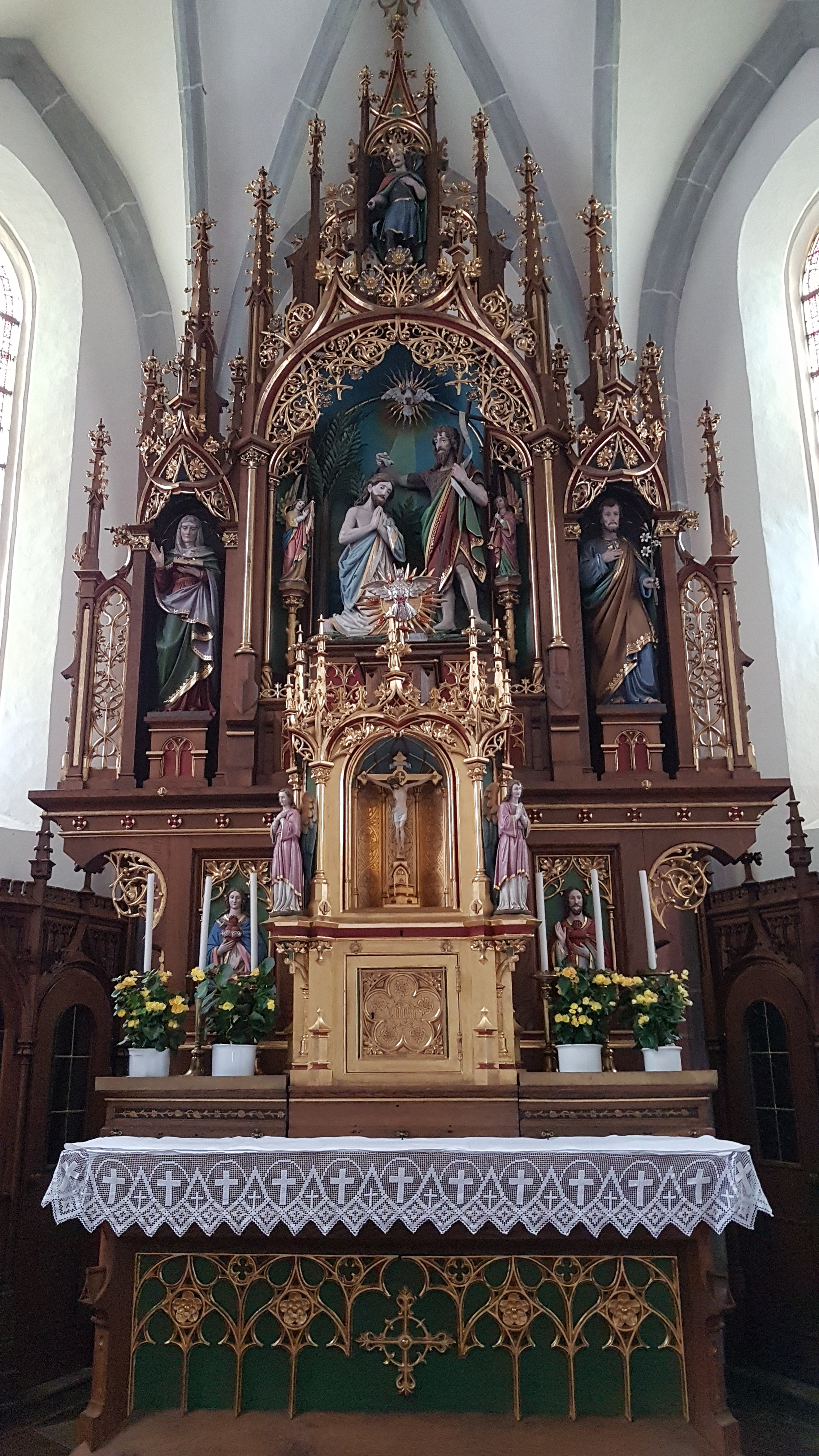
Hochaltar

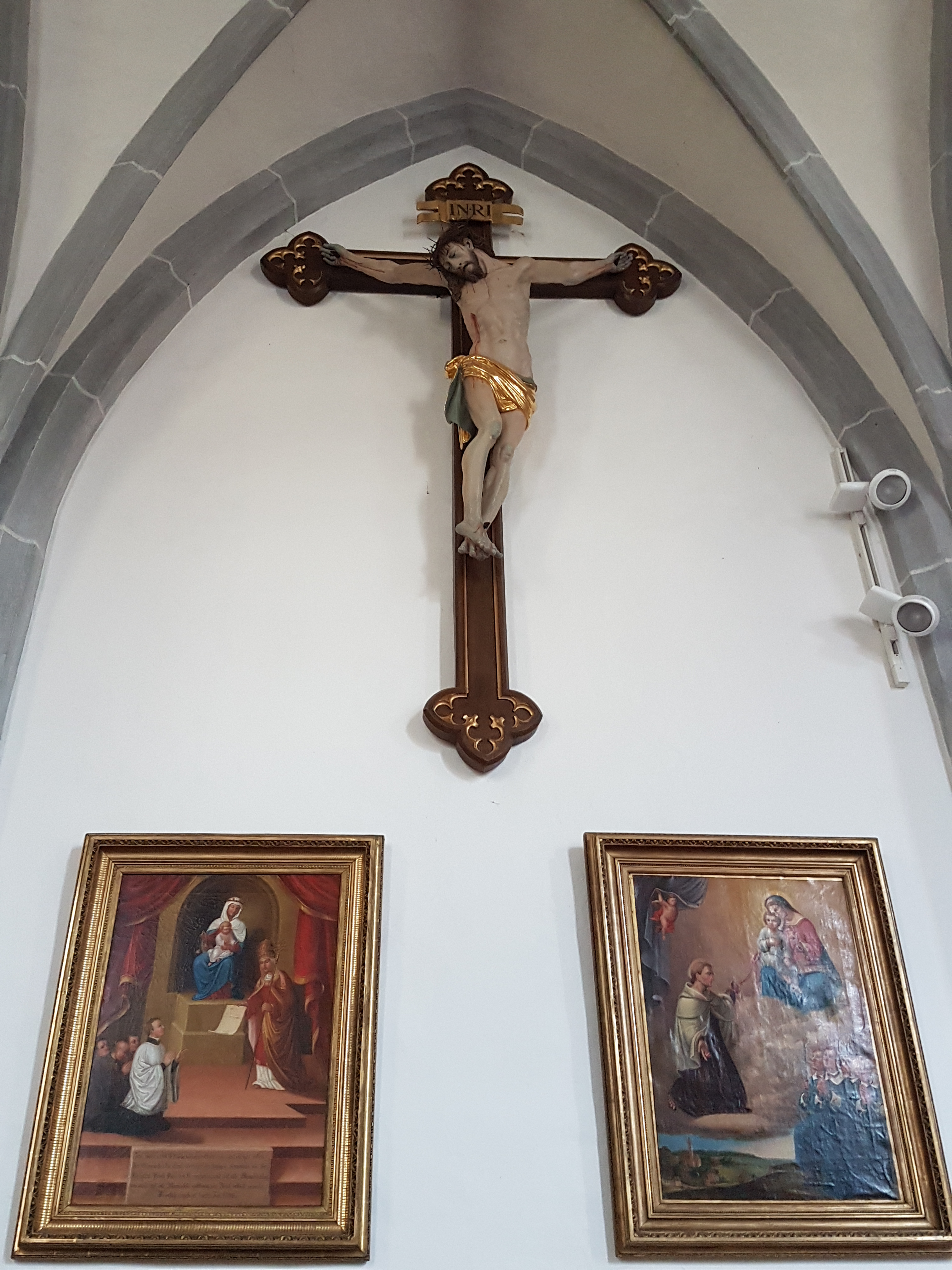
Kruzifix mit den Gemälden zur Skapulierbruderschaft

Die römisch-katholische Pfarrkirche St. Johann Baptist (auch: St. Johannes der Täufer) ist eine gotische Saalkirche in Tyrlaching im oberbayerischen Landkreis Altötting. Sie gehört zur Pfarrei St. Vitus (Kirchweidach) im Dekanat Altötting des Bistums Passau.

## Geschichte
Eine erste Kirche am Ort aus dem 10. Jahrhundert soll bei den Ungarneinfällen zerstört worden sein. Diese erste Kirche soll an einem See gestanden haben, der zur Taufe benutzt wurde, woher der Name Kirchbründlweg stammt. Als Kirchenort wird Tyrlaching 1449 in einer Ablassurkunde erwähnt; die damalige Kirche war eine Filialkirche der Pfarrei Feichten.
Im Jahr 1640 wurde Oberbuch der Pfarrvikarie Tyrlaching unterstellt. Im Jahr 1738 veranlasste Pfarrer Mangold eine Renovierung, wobei die Kirche neu ausgemalt wurde und neue Kirchenstühle und einen Marmorfußboden erhielt. Im Jahr 1798 wurde die Skapulierbruderschaft eingeführt, jedoch erst ab 1804 ordentlich organisiert. Erst im Jahr 1834 erhielt die Kirche eine Orgel. Im Jahr 1891 wurde eine neue Sakristei an Stelle der älteren, im Turm befindlichen errichtet. Im Jahr 1894 wurde Tyrlaching zur Pfarrei erhoben. Die letzte umfangreiche Restaurierung des Inneren erfolgte in den Jahren 1979–1981. Im Jahr 1983 erhielt die Kirche wieder eine vierte Glocke, die seit dem Zweiten Weltkrieg fehlte. Zum hundertjährigen Jubiläum der Pfarrei im Jahr 1994 wurde eine Außenrenovierung vorgenommen.

## Architektur
Das schlichte spätgotische Bauwerk ohne Strebepfeiler wurde um 1450 aus Nagelfluh erbaut, der Baumeister ist nicht bekannt. Der Turm ist 48 m hoch; er trug eine gotische Spitze und war ursprünglich mit Holzschindeln eingedeckt. Im Jahr 1959 erhielt er eine Eindeckung mit Kupferblech. Die Fenster erhielten 1880 ihre neugotische Form.
Der Innenraum ist durch ein spätgotisches Netzgewölbe geprägt und hat seine einheitlich neugotische Ausstattung bewahrt. Sie ist in den Jahren 1890–1894 entstanden und wurde in den Jahren 1979–1980 durch die Firma Schlee aus Altötting restauriert. Die Entwürfe für die Ausstattung wurden vom Neuöttinger Pfarrer Alois Schott entwickelt. Die Bemalung der Rippen und der Zwickel des Gewölbes wurden 1979 nach freigelegten Resten der gotischen Ausmalung ergänzt.

## Ausstattung
Die Altarretabel wurden vom Schreiner Franz Baumgartner aus Halsbach aus massivem Eichenholz angefertigt. Der 7 m hohe Hochaltar zeigt die Taufe Jesu. Die Figuren wurden durch Emanuel Basler den Älteren aus Simbach geschnitzt und durch den Maler Franz Zattler aus Wurmannsquick gefasst. Die Figuren in den Seitenschreinen wurden von Leo Wöhrl aus Würzburg geschaffen. Sie stellen links die heilige Anna, rechts den heiligen Josef und den heiligen Florian im Gesprenge dar.
Die Beichtstühle stammen ebenfalls von Franz Baumgartner. Die Türen und das Mittelfenster der Beichtstühle wurden erst 1980 ergänzt.
Die Seitenaltäre wurden 1893 ebenfalls nach Plänen Alois Schotts vom Schreiner Baumgartner ausgeführt. Die Figuren stammen ebenfalls von Wöhrl und wurden durch Zattler gefasst. Der linke Seitenaltar ist der Altar der Skapulierbruderschaft und zeigt Maria mit Skapulier und den heiligen Sebastian im Gesprenge. Am rechten Seitenaltar sind der heilige Leonhard im Schrein und der heilige Georg im Gesprenge dargestellt. Die Kanzel wurde ebenfalls von Alois Schott entworfen. Sieben Reliefbilder zeigen Jesus als Guten Hirten, als Lehrmeister, Moses mit den zehn Geboten, Jesus als Sämann und als Fischer sowie die Heiligen Bonifatius und Rupert.
Alle 14 Kreuzwegstationen wurden in der Zeit um 1880 geschaffen und hatten ursprünglich größere Rahmen als heute. Über der Tür zur Sakristei ist das beeindruckende Kreuz vom Chorbogen angebracht. Darunter hängen zwei Gemälde zur Skapulierbruderschaft, die vermutlich zum hundertjährigen Jubiläum im Jahr 1898 angeschafft wurden. Das eine Gemälde zeigt die Überreichung der Bulle durch Papst Pius VI. an einen Priester und drei Bürger, darüber die gekrönte Gottesmutter mit dem Jesuskind und dem Skapulier in der rechten Hand. Das zweite Gemälde zeigt die Muttergottes mit Kind auf Wolken über der Ortsansicht von Tyrlaching, die dem Heiligen Simon Stock das Skapulier überreicht.
Die Emporenbrüstungen der zweigeschossigen Westempore mit fein gearbeiteten Maßwerkornamenten wurden 1892 geschaffen. Die Tür des Hauptportals zeigt noch gotische Eisenbeschläge. Die Orgel ist ein Werk von Alois Wölfl aus dem Jahr 1961 mit neun Registern auf einem Manual und Pedal.